# Martín Gómez (futbolista)
Alberto Martín Gómez (Mendoza, Argentina, 26 de enero de 1983) es un futbolista argentino. Juega de delantero en Juventud Unida Universitario del Torneo Federal A. 
Con características de los antiguos wing derechos, sus principales virtudes son la velocidad, el regate, desbordar por las bandas, enviar centros de gol y la colaboración en la recuperación del balón.

## Trayectoria
Martín Gómez hizo las inferiores en Huracán Las Heras. A los 18 años se marcha hacia México para jugar en el Monarcas Morelia, donde ya estaba Pablo Gómez, su hermano mayor. Ahí debutó en la segunda categoría del Morelia pero no fue tenido muy en cuenta.
En el 2002, fue anotado en la primera del Morelia, pero solo totalizó unos 90 minutos en el campeonato.

### Independiente Rivadavia
Luego de la muerte de su hermano y las pocas oportunidades en el fútbol mexicano, Martín vuelve a su provincia a fin de seguir su carrera. Para ello, elige al club que confesó es de sus amores, Independiente Rivadavia. Durante el 2004-2005 jugó en la leprita, en la liga mendocina. En 2005 hace su debut oficial en el país, jugando el Torneo Argentino A, y forjando una relación de cariño y afecto con la populosa hinchada mendocina.
En la temporada 2006/2007, fue una pieza fundamental del ascenso obtenido por el club a la segunda categoría del fútbol argentino. En la fase de grupos jugó en la mayoría de los partidos, pero en la fase final, sufrió una lesión que lo marginó de la final contra Brown de Puerto Madryn.

### Independiente Avellaneda
El jugador mendocino llegó al rojo casi sin que nadie lo notara. Llegó por recomendación de Ariel Ortega, quien primero lo ofreció a River Plate, pero tras ser rechazado por el entrenador Néstor Gorosito, el exjugador del seleccionado nacional términó ofreciéndoselo a Américo Gallego, quien finalmente lo fichó para Independiente. Contra Godoy Cruz, y necesitado de victorias en un partido cerrado, Gallego deció hacerlo jugar, y prácticamente él fue quien ganaría el encuentro: un desborde suyo provocaría un penal y el primer gol, y un robo al defensor terminaría en centro y segundo gol de Independiente. El encuentro terminó 2-0 con ovación hacia Martín. En los entrenamientos del 18 de febrero de 2010, sufrió la rotura de ligamentos cruzados que lo dejaría fuera de la cancha por seis meses.
El 24 de septiembre de 2010, Gómez vuelve a estar dentro de los concentrados de Independiente para enfrentar a Gimnasia y Esgrima La Plata, sin embargo no prestó su actuación en el encuentro. A pesar de esto, el 28 de ese mes vuelve a quedar dentro de los concentrados y, finalmente, ingresa unos minutos en el complemento que su equipo perdería por la Copa Sudamericana 2010 ante Defensor Sporting Club por 1-0 (encuentro de ida). Pero luego, en el partido de vuelta, con un Independiente desesperado por no quedar afuera, un desborde suyo y luego un centro terminaría en gol y en la clasificación de Independiente a los cuartos de final de dicha competición. En el rojo se ganó el apodo de Hijo del viento debido a su velocidad y sus desbordes.
A principios del 2011, el jugador pasó a préstamo al Club Atlético Tigre, donde llegó a pedido del entrenador Rodolfo Arruabarrena, que quería un delantero por afuera. Y a mediados de ese mismo año volvió a Mendoza para jugar en Independiente Rivadavia.

### Manta FC
A principios del 2014 llega al Manta FC, jugó su primer partido en tierras ecuatorianas en el Estadio Monumental de Guayaquil donde su equipo cayó un gol a cero, tuvo buenas actuaciones las cuales fueron las que lo llevó a ser convocado a microciclo para jugar con un equipo nacional del Ecuador, su equipo conformado por jugadores extranjeros más destacados de la Serie A de Ecuador, este amistoso se llevará a cabo el 23 de abril.

## Clubes
| Club                    | País      | Año       |
| ----------------------- | --------- | --------- |
| Morelia B               | México    | 2001-2002 |
| Morelia                 | México    | 2002-2003 |
| Independiente Rivadavia | Argentina | 2003-2009 |
| Independiente           | Argentina | 2009-2010 |
| Tigre                   | Argentina | 2011      |
| Independiente Rivadavia | Argentina | 2011-2013 |
| Manta F.C.              | Ecuador   | 2013-2014 |
| Deportes Iquique        | Chile     | 2014-2015 |
| Deportes Antofagasta    | Chile     | 2015-2016 |
| Deportivo Maipú         | Argentina | 2016-2017 |
| Racing de Córdoba       | Argentina | 2017-2018 |

## Palmarés

### Copas internacionales
| Título            | Club          | País      | Año  |
| ----------------- | ------------- | --------- | ---- |
| Copa Sudamericana | Independiente | Argentina | 2010 |